# Bách Tế Uy Đức vương
Uy Đức Vương (525–598, trị vì 554–598) là quốc vương thứ 27 của Bách Tế, một trong Tam Quốc Triều Tiên. Ông là con trai cả của Thánh Vương, và lên ngôi sau cái chết của phụ thân.

## Bối cảnh
Trong thời gian trị vì của Thánh Vương, Bách Tế đã có một liên minh với làng giếng Tân La (đởi vua Tân La Chân Hưng Vương) và cả với liên minh Già Da nhằm chống lại vương quốc Cao Câu Ly hùng mạnh ở phương bắc. Năm 551, Bách Tế thành công trong việc tái chiếm vùng thung lũng sông Hán (quanh Seoul ngày nay) từ tay Cao Câu Ly (đời vua Cao Câu Ly Dương Nguyên Vương), nơi từng đặt kinh đô của Bách Tế từ khi nó thành lập cho đến năm 538. Tuy nhiên, Tân La đã phản bội lại đồng minh và với một hiệp ước bí mật với Cao Câu Ly, đã chiếm đoạt lại lãnh thổ này vào năm 553.
Với vai trò là thái tử, Uy Đức đã cùng thành bang Đại Già Da tổ chức các cuộc tấn công trả đũa Tân La vào năm 554, bất chấp phản đối từ tầng lớp quý tộc. Thành bang Cổ Ninh Già Da vì có liên minh hôn nhân với Tân La từ năm 522 nên đã không tham gia cùng liên quân Bách Tế-Đại Già Da đánh Tân La. Tuy nhiên quân Tân La đã đánh bại liên quan Bách Tế-Đại Già Da và tiến hành tấn công vào lãnh thổ của Bách Tế, chiếm nhiều thành trì ở đông bắc của Bách Tế. Ông cùng thành bang Đại Già Da tham gia trận thành Quản Sơn (Gwansan), quốc vương Bách Tế Thánh Vương cùng gần 30.000 lính Bách Tế đã thiệt mạng trong trận chiến. Quân đội Đại Già Da cũng chịu thiệt hại nặng nề trong trận này. Chiến dịch bất hạnh này đã dẫn đến việc giới quý tộc Bách Tế lấy đi một số quyền lực từ vương quyền. Chính sách đối đầu với Tân La này làm cho các thành viên khác của liên minh Già Da xa lánh thành bang Đại Già Da, và Đại Già Da đã mất vị trí lãnh đạo liên minh cho thành bang A La Già Da (Ara Gaya).
Vương tử thứ ba của Bách Tế Thánh Vương là Thái tử Lâm Thánh (琳聖太子, Imseongtaeja) đã đến Nhật Bản (đời Thiên hoàng Kimmei) sau khi phụ thân bị giết. Thái tử Lâm Thánh được cho là đã đóng một vai trò quan trọng trong sự hình thành của nhà nước Nhật Bản thời kỳ đầu. Ông đã lên kế vị ngôi vua Bách Tế cùng năm 554.

## Trị vì
Tiếp tục di sản từ phụ thân, Uy Đức Vương đã cử các phái đoàn Phật giáo khác nhau đến Yamato Nhật Bản (các đời Thiên hoàng Kimmei, Thiên hoàng Bidatsu, Thiên hoàng Yōmei, Thiên hoàng Sushun, Thiên hoàng Suiko) để bang giao.
Tân La của vua Tân La Chân Hưng Vương bắt đầu sáp nhập các thành bang Già Da đã chịu ảnh hưởng của mình từ trước và xâm chiếm các thành bang còn lại nằm trong tầm ảnh hưởng của Bách Tế (đời vua Bách Tế Uy Đức vương). Thành bang A La Già Da đã đầu hàng Tân La (đời vua Tân La Chân Hưng Vương) và bị sáp nhập vào Tân La năm 559. Sau đó đến năm 562, thành bang Đại Già Da (đời vua Đạo Thiết Trí Vương) cũng đầu hàng Tân La (đời vua Tân La Chân Hưng Vương) và bị sáp nhập vào Tân La. Theo cả Tam quốc sử ký và Nihonshoki (Nhật Bản thư kỷ), thành bang Cổ Ninh Già Da đã thất bại trước quân đội của Tân La (đời vua Tân La Chân Hưng Vương) trong năm 562, tức là cùng năm mà thành bang Đại Già Da bị quân Tân La tàn phá.
Năm 572, theo lời trăn trối của Thiên hoàng Kimmei của Nhật Bản, Thiên hoàng Bidatsu kế thừa và thực hiện việc đàm phán ngoại giao với Bách Tế, phần lớn có sự tiến triển tốt, đồng thời tạo mối quan hệ thân thiện với Tân La.
Bách Tế dưới thời Uy Đức Vương có quan hệ thù địch với cả Tân La và Cao Câu Ly, đã diễn ra nhiều trận đánh khác nhau cũng như xâm nhập biên giới nhằm chống lại các vương quốc kình địch.
Để tránh bị cô lập, và củng cố vị thế vương tộc để chống lại sức mạnh của tầng lớp quý tộc, ông duy trì quan hệ thân thiện với các triều đại Trung Hoa như nhà Trần, Bắc Tề và Tùy. Mặc dù các mối quan hệ này phần lớn đã bị phá vỡ sau các biến động lớn vào thập niên 550, ông cứ sứ thần sang triều đình nhà Trần vào các năm 567, 577, 584, và 586 (nước này thất thủ trước Túy sớm sau đó). Năm 567, ông cử đoàn sứ thần Bách Tế tới Bắc Tề; điều này có thể trở nên thuận tiện sau khi mối quan hệ với Cao Câu Ly được cải thiện. Năm 570, Bắc Tề phong cho ông tước hiệu "Thượng khai phủ, Nghi Đồn tam ti, Đái Phương quận công", ông cũng cử một đoàn sứ thần triều cống khác vào năm 572. Sau khi Bắc Tề bị Bắc Chu chinh phục năm 577, Bách Tế cũng đã cử một đoàn sứ thần chúc mừng với các nhạc công đến triều đình Bắc Chu. Năm sau, đoàn sứ thần thứ hai và cuối cùng dã được cử đến Bắc Chu, trước khi nước này bị Tùy soán ngôi năm 581.
Uy Đức ngay lập tức cũng đã cử một đoàn sứ thần chúc mừng đến triều đình nhà Tùy năm 581, và một đoàn khác năm 582. Năm 589, Tùy chinh phục Trần và thống nhất Trung Quốc. Trong cùng năm, một tàu chiến của Tùy đã mắc cạn tại đảo Jeju (Tế Châu), là đất của Đam La, phiên thuộc của Tân La. Uy Đức cung cấp cho thủy thủ đoàn một đội hộ tống chính thức (mang triều cống và chúc mừng) đến triều đình Trung Hoa. Năm 598 ông đã cử sứ thần trợ giúp Tùy trong cuộc viễn chinh của nước này chống Cao Câu Ly cùng năm. Tuy nhiên, cuộc viễn chinh đã hoàn thành khi quân Tùy bị bão gây thiệt hại phải rút lui. Anh Dương Vương của Cao Câu Ly đã phát động một cuộc tấn công trừng phạt biên giới phía bắc Bách Tế khi biết được sự việc này.

## Di tích
Năm 1995, một hộp di vật bằng đá được tìm thấy tại ngôi chùa có từ thời Bách Tế ở huyện Buyeo, Chungcheong Nam. Các chữ khắc trên bề mặt của hộp được thực hiện từ năm 567 theo lệnh của Uy Đức Vương. Năm 1996, chính phủ Hàn Quốc đã công nhận chiếc hộp là Quốc bảo Hàn Quốc số 288. Hộp hiện nằm tại Bảo tàng quốc gia Buyeo.